# Berge Vanga
Die Berge Vanga war ein unter der Flagge Liberias laufender Tank-Schüttgutfrachter (OBO-Carrier) der norwegischen Reederei Sigval Bergesen d. y. ASA (heute BW Group). Das über 300 Meter lange Schiff wurde auf der Uljanik-Werft in Pula (Jugoslawien, heute Kroatien) gebaut, lief im März 1974 von Stapel und wurde am 14. Juni 1974 in Dienst genommen. Der Name des Frachters leitete sich ab vom Nachnamen des Reedereibegründers, Bergesen, und der vor Pula gelegenen Insel Vanga (s. hierzu Brijuni-Inseln). Der an die liberianische General Ore International Corp. (Monrovia) vercharterte Frachter ging Ende Oktober 1979 im Südatlantik aus bis heute nicht genau bekannten Gründen verloren, wobei die gesamte Besatzung ums Leben kam.

## Technische Details
Die Berge Vanga war maximal 314,01 Meter lang und 50,07 Meter breit. Bei voller Beladung lag der Tiefgang bei 23,47 Meter. Der Tank-Schüttgutfrachter verfügte über zehn Laderäume für Schüttgut und insgesamt 22 seitlich von diesen angegliederte Tanks für Mineralöl. Zwei 7-Zylinder-Burmeister & Wain-Schiffsdieselmotoren des Typs SC2SA mit zusammen 35.500 PS, die je Welle maximal 114 Umdrehungen pro Minute leisten konnten, ermöglichten der Berge Vanga eine Höchstgeschwindigkeit von rund 16,5 kn (etwa 31 km/h). Die Tragfähigkeit lag bei 227.912 tdw.

## Verwendung
Das Schiff kam bis zu seinem Untergang auf der Route zwischen Südamerika, Südafrika und Japan zum Einsatz, wobei vorzugsweise die brasilianischen Erzverladehäfen Porto de Itaqui, Ponta da Madeira und Sepetiba (s. hierzu Vale S. A.) bedient wurden. Die Ziele waren entweder der Hafen Saldanha in Südafrika oder die Häfen Ōita, Hikari und teils Kitakyūshū in Japan. Eine Fahrt von Brasilien nach Japan dauerte normalerweise etwa 22 Tage. Auf dem Rückweg von Japan lief die Berge Vanga Ölverladehäfen im Persischen Golf an und lud dort Öl, welches dann später nach Häfen in Europa verbracht wurde.    

## Untergang
Die Berge Vanga verließ am 24. Oktober 1979 Sepetiba (ein Bezirk im Westen von Rio de Janeiro) mit einer Ladung von rund 190.000 Tonnen Eisenerz und 40 Besatzungsangehörigen (darunter neun Norweger) an Bord. Ziel der Fahrt war die japanische Hafenstadt Ōita. Ein letzter Kontakt mit dem Schiff fand am 29. Oktober 1979 statt, zu diesem Zeitpunkt stand der Frachter im Südatlantik, etwa 210 Seemeilen nordwestlich der Insel Tristan da Cunha. 
Danach meldete sich die Berge Vanga nicht mehr. Ein Notruf wurde nicht abgesetzt. Auch gab es keine Meldungen über einen Sturm in jener Region. Obgleich später Trümmerteile von Suchkräften gefunden wurden (etwa auf 34° 33′ S, 15° 20′ W), die möglicherweise vom Schiff stammten, blieb bis heute (2017) unklar, was dem Schiff zugestoßen und wann und wo genau es gesunken war. Mit der Berge Vanga geriet die gesamte Besatzung von 40 Seeleuten in Verlust.  

## Ursachenforschung
Es wurde darüber spekuliert, dass der Verlust der Berge Vanga, ebenso wie der Untergang des quasi baugleichen und auf der gleichen Werft gebauten Schwesterschiffes Berge Istra zum Jahreswechsel 1975/76 vor den Philippinen, auf eine überraschende Explosion eines Öldampf-Luft-Gemisches in den leeren Seitenöltanks des Schiffes zurückgeführt werden könnte. Überlebende des Berge Istra-Unglückes berichteten, dass ihr Schiff nach drei schweren Explosionen zerbrochen und infolge der Erzladung innerhalb weniger Minuten gesunken sei. Möglicherweise geschah ein ähnlicher Sachverhalt im Falle der Berge Vanga. Gestützt werden würde diese Theorie auch von Aussagen von ehemaligen Mitarbeitern der Bergesen-Reederei, die behauptet hatten, dass die Entlüftungssysteme der Öltanks bei beiden Schiffen störanfällig und unzuverlässig gewesen seien. Details zur Unfalluntersuchung werden indessen von der Reederei Sigval Bergesen d. y. ASA (beziehungsweise der BW Group) auch nach fast 40 Jahren immer noch nicht freigegeben. Auch wenn durch eine Veröffentlichung eventuell die Ursache bekannt werden könnte, wäre immer noch weiterhin unklar, wann und wo das Schiff gesunken ist. 
Bis heute handelt es sich bei der Berge Vanga um eines der größten Handelsschiffe, das spurlos verschwunden ist.